# ان‌جی‌سی ۳۴۲
ان‌جی‌سی ۳۴۲ (انگلیسی: NGC 342) نام یک کهکشان عدسی در صورت فلکی نهنگ است.